# PEC Zwolle in het seizoen 1979/80
Het seizoen 1979/1980 was het 69e jaar in het bestaan van de Zwolse voetbalclub PEC Zwolle. De club kwam uit in de Eredivisie. Ook werd deelgenomen aan het toernooi om de KNVB beker.

## Wedstrijdstatistieken

### Oefenduels
| Datum + plaats          | Wedstrijd                       | Uitslag       | Scoreverloop                                                         |
| ----------------------- | ------------------------------- | ------------- | -------------------------------------------------------------------- |
| 23 juli 1979 Heerenveen | sc Heerenveen – PEC Zwolle      | 2 – 0 (0 – 0) | Eddy Bosman, Jos Heijne                                              |
| 7 augustus 1979 Raalte  | Rohda Raalte (ama) – PEC Zwolle | 3 – 3 (? – ?) | Verderman (2x), Berends; Koko Hoekstra (2x), John van den Wildenberg |

### Eredivisie 1979/80
| 1e speelronde | Feyenoord                                                                    | 2 - 0 (0 - 0) | PEC Zwolle                                 | Opstelling PEC Zwolle: |
| 19 augustus 1979 Plaats: Rotterdam Stadion Feijenoord Toeschouwers: 28.267 Scheidsrechter: Gerard Geurds         | Ben Hendriks (e.d.) 63' Pétur Pétursson 68'                                  |               |                                            |                        |
| 2e speelronde | PEC Zwolle                                                                   | 0 - 0         | Roda JC                                    | Opstelling PEC Zwolle: |
| 22 augustus 1979 Plaats: Zwolle Oosterenkstadion Toeschouwers: 6.000 Scheidsrechter: Henk Weerink                |                                                                              |               |                                            |                        |
| 3e speelronde | PEC Zwolle                                                                   | 0 - 1 (0 - 1) | FC Twente '65                              | Opstelling PEC Zwolle: |
| 25 augustus 1979 Plaats: Zwolle Oosterenkstadion Toeschouwers: 6.000 Scheidsrechter: Jan Beck                    |                                                                              |               | 45' Hallvar Thoresen                       |                        |
| 4e speelronde | Willem II                                                                    | 1 - 1 (0 - 1) | PEC Zwolle                                 | Opstelling PEC Zwolle: |
| 29 augustus 1979 Plaats: Tilburg Gemeentelijk Sportpark Toeschouwers: 12.000 Scheidsrechter: Jan Severein        | Henk van Rooij 73'                                                           |               | 43' Jesper Rasmussen                       |                        |
| 5e speelronde | N.E.C.                                                                       | 4 - 1 (1 - 0) | PEC Zwolle                                 | Opstelling PEC Zwolle: |
| 8 september 1979 Plaats: Nijmegen Goffertstadion Toeschouwers: 5.000 Scheidsrechter: George Oetelmans            | Frans Janssen 15' Frans Janssen 48' Frans Janssen 51' Edo Ophof 75'          |               | 72' Carry Steinvoort                       |                        |
| 6e speelronde | PEC Zwolle                                                                   | 1 - 2 (1 - 1) | PSV                                        | Opstelling PEC Zwolle: |
| 15 september 1979 Plaats: Zwolle Oosterenkstadion Toeschouwers: 9.500 Scheidsrechter: Bart Ram                   | Ben Hendriks 3'                                                              |               | 8' Jan Poortvliet 51' Michel Valke         |                        |
| 7e speelronde | MVV                                                                          | 0 - 1 (0 - 0) | PEC Zwolle                                 | Opstelling PEC Zwolle: |
| 22 september 1979 Plaats: Maastricht De Geusselt Toeschouwers: 9.000 Scheidsrechter: Charles Corver              |                                                                              |               | 71' Koko Hoekstra                          |                        |
| 8e speelronde | PEC Zwolle                                                                   | 3 - 1 (0 - 1) | FC Den Haag                                | Opstelling PEC Zwolle: |
| 29 september 1979 Plaats: Zwolle Oosterenkstadion Toeschouwers: 6.500 Scheidsrechter: Henk van Ettekoven         | Tjeerd van 't Land 57' Ben Hendriks 67' Tjeerd van 't Land 90'               |               | 34' Harry Melis                            |                        |
| 9e speelronde | Sparta                                                                       | 1 - 0 (1 - 0) | PEC Zwolle                                 | Opstelling PEC Zwolle: |
| 6 oktober 1979 Plaats: Rotterdam Spartastadion Het Kasteel Toeschouwers: 3.000 Scheidsrechter: Jan Manuel        | Ron Stevens 18'                                                              |               |                                            |                        |
| 10e speelronde                                                                                                   | PEC Zwolle                                                                   | 4 - 2 (4 - 0) | Excelsior                                  | Opstelling PEC Zwolle: |
| 20 oktober 1979 Plaats: Zwolle Oosterenkstadion Toeschouwers: 4.500 Scheidsrechter: Cees Bakker                  | Ben Hendriks 22' Koko Hoekstra 22' Koko Hoekstra 42' Jan Hendriksen 43'      |               | 49' Koos Waslander 67' Wim Tijl            |                        |
| 11e speelronde                                                                                                   | Ajax                                                                         | 2 - 0 (1 - 0) | PEC Zwolle                                 | Opstelling PEC Zwolle: |
| 28 oktober 1979 Plaats: Amsterdam Stadion De Meer Toeschouwers: 9.000 Scheidsrechter: Henk Weerink               | Frank Arnesen 18' Ruud Krol (pen) 62'                                        |               |                                            |                        |
| 12e speelronde                                                                                                   | PEC Zwolle                                                                   | 3 - 0 (0 - 0) | NAC                                        | Opstelling PEC Zwolle: |
| 3 november 1979 Plaats: Zwolle Oosterenkstadion Toeschouwers: 7.000 Scheidsrechter: Piet Bosman                  | Koko Hoekstra 75' Jesper Rasmussen 85' Peter van der Hengst 88'              |               |                                            |                        |
| 13e speelronde                                                                                                   | Go Ahead Eagles                                                              | 0 - 0         | PEC Zwolle                                 | Opstelling PEC Zwolle: |
| 10 november 1979 Plaats: Deventer De Adelaarshorst Toeschouwers: 11.000 Scheidsrechter: Henk van Ettekoven       |                                                                              | IJsselderby   |                                            |                        |
| 14e speelronde                                                                                                   | PEC Zwolle                                                                   | 2 - 1 (0 - 1) | Vitesse                                    | Opstelling PEC Zwolle: |
| 24 november 1979 Plaats: Zwolle Oosterenkstadion Toeschouwers: 6.000 Scheidsrechter: Jan Severein                | Koko Hoekstra 55' Koko Hoekstra 80'                                          |               | 5' Wim Meijers                             |                        |
| 15e speelronde                                                                                                   | Haarlem                                                                      | 1 - 1 (1 - 0) | PEC Zwolle                                 | Opstelling PEC Zwolle: |
| 2 december 1979 Plaats: Haarlem Haarlemstadion Toeschouwers: 3.000 Scheidsrechter: Henk van Dijken               | Gerrie Kleton 18'                                                            |               | 73' Koko Hoekstra                          |                        |
| 16e speelronde                                                                                                   | PEC Zwolle                                                                   | 1 - 1 (0 - 0) | AZ '67                                     | Opstelling PEC Zwolle: |
| 8 december 1979 Plaats: Zwolle Oosterenkstadion Toeschouwers: 10.000 Scheidsrechter: Charles Corver              | John van den Wildenberg 77'                                                  |               | 65' Kurt Welzl                             |                        |
| 17e speelronde                                                                                                   | FC Utrecht                                                                   | 3 - 1 (1 - 1) | PEC Zwolle                                 | Opstelling PEC Zwolle: |
| 16 december 1979 Plaats: Utrecht Stadion Galgenwaard Toeschouwers: 5.000 Scheidsrechter: Egbert Mulder           | Ben Rietveld 37' Ton de Kruijk 76' Leo van Veen 83'                          |               | 44' Jesper Rasmussen                       |                        |
| 18e speelronde                                                                                                   | PEC Zwolle                                                                   | 0 - 2 (0 - 2) | Feyenoord                                  | Opstelling PEC Zwolle: |
| 12 januari 1980 Plaats: Zwolle Oosterenkstadion Toeschouwers: 10.000 Scheidsrechter: Bart Ram                    |                                                                              |               | 23' Pétur Pétursson 44' Jan van Deinsen    |                        |
| 19e speelronde                                                                                                   | Roda JC                                                                      | 2 - 1 (2 - 1) | PEC Zwolle                                 | Opstelling PEC Zwolle: |
| 20 januari 1980 Plaats: Kerkrade Gemeentelijk Sportpark Kaalheide Toeschouwers: 7.000 Scheidsrechter: Peter Gans | Dick Nanninga 8' Theo de Jong 36'                                            |               | 4' Tjeerd van 't Land                      |                        |
| 20e speelronde                                                                                                   | PEC Zwolle                                                                   | 1 - 0 (1 - 0) | N.E.C.                                     | Opstelling PEC Zwolle: |
| 9 februari 1980 Plaats: Zwolle Oosterenkstadion Toeschouwers: 4.000 Scheidsrechter: George Oetelmans             | Koko Hoekstra 8'                                                             |               |                                            |                        |
| 21e speelronde                                                                                                   | PEC Zwolle                                                                   | 2 - 2 (1 - 1) | Willem II                                  | Opstelling PEC Zwolle: |
| 13 februari 1980 Plaats: Zwolle Oosterenkstadion Toeschouwers: 4.000 Scheidsrechter: Jan Severein                | Peter van der Hengst 35' Peter van der Hengst 53'                            |               | 9' Henk van Rooij 48' Henk van Rooij       |                        |
| 22e speelronde                                                                                                   | FC Twente '65                                                                | 1 - 0 (1 - 0) | PEC Zwolle                                 | Opstelling PEC Zwolle: |
| 20 februari 1980 Plaats: Enschede Stadion Het Diekman Toeschouwers: 6.500 Scheidsrechter: Ignace van Swieten     | Rinus Israël (e.d.) 24'                                                      |               |                                            |                        |
| 23e speelronde                                                                                                   | PSV                                                                          | 0 - 0         | PEC Zwolle                                 | Opstelling PEC Zwolle: |
| 23 februari 1980 Plaats: Eindhoven Philips Stadion Toeschouwers: 18.000 Scheidsrechter: Henk van Dijken          |                                                                              |               |                                            |                        |
| 24e speelronde                                                                                                   | PEC Zwolle                                                                   | 1 - 2 (1 - 2) | MVV                                        | Opstelling PEC Zwolle: |
| 1 maart 1980 Plaats: Zwolle Oosterenkstadion Toeschouwers: 4.500 Scheidsrechter: Jan Manuel                      | Peter van der Hengst 16'                                                     |               | 38' Cees Schapendonk 39' Arie van Staveren |                        |
| 25e speelronde                                                                                                   | FC Den Haag                                                                  | 2 - 0 (1 - 0) | PEC Zwolle                                 | Opstelling PEC Zwolle: |
| 8 maart 1980 Plaats: Den Haag Zuiderparkstadion Toeschouwers: 3.500 Scheidsrechter: Bouke Draaisma               | Aad Mansveld 25' Harry Melis 63'                                             |               |                                            |                        |
| 26e speelronde                                                                                                   | PEC Zwolle                                                                   | 0 - 1 (0 - 0) | Sparta                                     | Opstelling PEC Zwolle: |
| 15 maart 1980 Plaats: Zwolle Oosterenkstadion Toeschouwers: 4.000 Scheidsrechter: Charles Corver                 |                                                                              |               | 88' René van der Gijp                      |                        |
| 27e speelronde                                                                                                   | Excelsior                                                                    | 3 - 1 (1 - 0) | PEC Zwolle                                 | Opstelling PEC Zwolle: |
| 23 maart 1980 Plaats: Rotterdam Stadion Woudestein Toeschouwers: 4.000 Scheidsrechter: Bouke Draaisma            | Makkie Nijssen 37' Dick Ernst 66' Rini Plasmans 90'                          |               | 54' Ype Hamming                            |                        |
| 28e speelronde                                                                                                   | PEC Zwolle                                                                   | 3 - 0 (1 - 0) | Ajax                                       | Opstelling PEC Zwolle: |
| 29 maart 1980 Plaats: Zwolle Oosterenkstadion Toeschouwers: 10.000 Scheidsrechter: Ignace van Swieten            | Ben Hendriks 43', 71' (pen.) Jan Hendriksen 73'                              |               |                                            |                        |
| 29e speelronde                                                                                                   | NAC                                                                          | 2 - 1 (1 - 0) | PEC Zwolle                                 | Opstelling PEC Zwolle: |
| 5 april 1980 Plaats: Breda NAC-stadion Toeschouwers: 8.257 Scheidsrechter: Chris van der Laar                    | Edy de Schepper 41' Bertus Quaars (pen) 76'                                  |               | 51' Klaas Drost                            |                        |
| 30e speelronde                                                                                                   | PEC Zwolle                                                                   | 2 - 1 (1 - 0) | Go Ahead Eagles                            | Opstelling PEC Zwolle: |
| 12 april 1980 Plaats: Zwolle Oosterenkstadion Toeschouwers: 7.500 Scheidsrechter: Egbert Mulder                  | Koko Hoekstra 15' Ron Jans 83'                                               | IJsselderby   | 88' Henk ten Cate                          |                        |
| 31e speelronde                                                                                                   | Vitesse                                                                      | 0 - 0         | PEC Zwolle                                 | Opstelling PEC Zwolle: |
| 20 april 1980 Plaats: Arnhem Nieuw-Monnikenhuize Toeschouwers: 5.500 Scheidsrechter: Charles Corver              |                                                                              |               |                                            |                        |
| 32e speelronde                                                                                                   | PEC Zwolle                                                                   | 3 - 0 (2 - 0) | Haarlem                                    | Opstelling PEC Zwolle: |
| 26 april 1980 Plaats: Zwolle Oosterenkstadion Toeschouwers: 6.500 Scheidsrechter: Henk van Ettekoven             | Peter van der Hengst 5' John Frandsen 41' Peter van der Hengst 85'           |               |                                            |                        |
| 33e speelronde                                                                                                   | AZ '67                                                                       | 5 - 0 (1 - 0) | PEC Zwolle                                 | Opstelling PEC Zwolle: |
| 4 mei 1980 Plaats: Alkmaar Alkmaarderhout Toeschouwers: 5.000 Scheidsrechter: Gerard Geurds                      | Kees Kist 3' Kurt Welzl 58' Kurt Welzl 60' Kees Kist 62' Kees Kist (pen) 63' |               |                                            |                        |
| 34e speelronde                                                                                                   | PEC Zwolle                                                                   | 2 - 2 (0 - 0) | FC Utrecht                                 | Opstelling PEC Zwolle: |
| 11 mei 1980 Plaats: Zwolle Oosterenkstadion Toeschouwers: 5.000 Scheidsrechter: Henk Weerink                     | Ron Jans 56' Ron Jans 57'                                                    |               | 75' Leo van Veen 90' Ton Gruters           |                        |

### KNVB Beker
| 2e ronde                                                                                                | DOVO                                              | 1 - 4 (0 - 2) | PEC Zwolle                                                            | Opstelling PEC Zwolle: |
| 13 oktober 1979 Plaats: Veenendaal Sportpark Panhuis Toeschouwers: 4500 Scheidsrechter: Eddy van Eijk   | Tjalling Hylkema (pen) 68'                        |               | 28' Tjeerd van 't Land 37' Ron Jans 75' Jesper Rasmussen 86' Ron Jans |                        |
| 3e ronde                                                                                                | DS '79                                            | 1 - 3 (1 - 2) | PEC Zwolle                                                            | Opstelling PEC Zwolle: |
| 17 februari 1980 Plaats: Dordrecht Stadion Krommedijk Toeschouwers: 11500 Scheidsrechter: Piet Bosman   | Harry van den Ham (pen) 24'                       |               | 3' Peter van der Hengst 4' Carry Steinvoort 77' Ben Hendriks          |                        |
| Kwartfinale                                                                                             | Feyenoord                                         | 3 - 0 (1 - 0) | PEC Zwolle                                                            | Opstelling PEC Zwolle: |
| 27 februari 1980 Plaats: Rotterdam Stadion Feijenoord Toeschouwers: 11357 Scheidsrechter: Gerard Geurds | Jan Peters 2' Jan Peters 47' Ivan Nielsen 86'     |               |                                                                       |                        |
| Kwartfinale                                                                                             | PEC Zwolle                                        | 2 - 2 (2 - 1) | Feyenoord                                                             | Opstelling PEC Zwolle: |
| 12 maart 1980 Plaats: Zwolle Oosterenkstadion Toeschouwers: 4000 Scheidsrechter: Bart Ram               | Peter van der Hengst 19' Peter van der Hengst 36' |               | 6' Jan Peters 67' Jan Peters                                          |                        |

## Selectie
| Nr. |                     | Naam                    | Competitie | Competitie | Beker   | Beker   | Totaal  | Totaal  | Seizoen | Vorige club      | Debuut           |         |         |         |         |         |         |
| Nr. | W                   | Naam                    |            | W          |         | W       |         |         | Seizoen | Vorige club      | Debuut           |         |         |         |         |         |         |
|     |                     | Keepers                 | Keepers    | Keepers    | Keepers | Keepers | Keepers | Keepers | Keepers | Keepers          | Keepers          | Keepers | Keepers | Keepers | Keepers | Keepers | Keepers |
| --- | ------------------- | ----------------------- | ---------- | ---------- | ------- | ------- | ------- | ------- | ------- | ---------------- | ---------------- | ------- | ------- | ------- | ------- | ------- | ------- |
| -   | Vlag van Nederland  | Bert van Geffen         | 34         | 0          | 0       | 0       | 34      | 0       | 3e      | Wageningen       | 1977             |         |         |         |         |         |         |
| -   | Vlag van Nederland  | Ad Raven                | 1          | 0          | 0       | 0       | 1       | 0       | 1e      | FC Amsterdam     | 5 april 1980     |         |         |         |         |         |         |
|     |                     | Verdedigers             |            |            |         |         |         |         |         |                  |                  |         |         |         |         |         |         |
| -   | Vlag van Nederland  | Klaas Drost             | 28         | 1          | 0       | 0       | 28      | 1       | 9e      | Jeugd            | 1970             |         |         |         |         |         |         |
| -   | Vlag van Nederland  | Ben Hendriks            | 22         | 5          | 0       | 1       | 22      | 6       | 16e     | Zwolsche Boys    | 1964             |         |         |         |         |         |         |
| -   | Vlag van Nederland  | René IJzerman           | 31         | 0          | 0       | 0       | 31      | 0       | 8e      | Jeugd            | 1972             |         |         |         |         |         |         |
| -   | Vlag van Nederland  | Rinus Israël            | 32         | 0          | 0       | 0       | 32      | 0       | 5e      | Excelsior        | 1975             |         |         |         |         |         |         |
| -   | Vlag van Nederland  | Carry Steinvoort        | 30         | 1          | 0       | 1       | 30      | 2       | 3e      | De Graafschap    | 1977             |         |         |         |         |         |         |
| -   | Vlag van Nederland  | John van den Wildenberg | 11         | 1          | 0       | 0       | 11      | 1       | 1e      | Niet bekend      | 19 augustus 1979 |         |         |         |         |         |         |
|     |                     | Middenvelders           |            |            |         |         |         |         |         |                  |                  |         |         |         |         |         |         |
| -   | Vlag van Nederland  | Alex Booy               | 5          | 0          | 0       | 0       | 5       | 0       | 1e      | Hattem           | 20 februari 1980 |         |         |         |         |         |         |
| -   | Vlag van Denemarken | John Frandsen           | 25         | 1          | 0       | 0       | 25      | 1       | 2e      | FC Wageningen    | 1978             |         |         |         |         |         |         |
| -   | Vlag van Nederland  | Ype Hamming             | 8          | 1          | 0       | 0       | 8       | 1       | 5e      | Niet bekend      | 1978             |         |         |         |         |         |         |
| -   | Vlag van Nederland  | Jan Hendriksen          | 27         | 2          | 0       | 0       | 27      | 2       | 4e      | Niet bekend      | 1976             |         |         |         |         |         |         |
| -   | Vlag van Denemarken | Jesper Rasmussen        | 31         | 3          | 0       | 0       | 31      | 3       | 2e      | Køge BK          | 1978             |         |         |         |         |         |         |
| -   | Vlag van Nederland  | Tjeerd van 't Land      | 28         | 3          | 0       | 1       | 28      | 4       | 5e      | Seattle Sounders | 1978             |         |         |         |         |         |         |
| -   | Vlag van Nederland  | Gerard van Moorst       | 16         | 0          | 0       | 0       | 16      | 0       | 2e      | Niet bekend      | 1978             |         |         |         |         |         |         |
|     |                     | Aanvallers              |            |            |         |         |         |         |         |                  |                  |         |         |         |         |         |         |
| -   | Vlag van Nederland  | Ron Jans                | 24         | 3          | 0       | 2       | 24      | 5       | 4e      | Jeugd            | 1976             |         |         |         |         |         |         |
| -   | Vlag van Nederland  | Peter van der Hengst    | 23         | 6          | 0       | 3       | 23      | 9       | 1e      | Ajax             | 3 november 1979  |         |         |         |         |         |         |
| -   | Vlag van Nederland  | Koko Hoekstra           | 34         | 9          | 0       | 0       | 34      | 9       | 4e      | FC Groningen     | 1976             |         |         |         |         |         |         |
| Nr. |                     | Naam                    | W          |            | W       |         | W       |         | Seizoen | Vorige club      | Debuut           |         |         |         |         |         |         |
| Nr. | Competitie          | Competitie              | Beker      | Beker      | Totaal  | Totaal  |         |         | Seizoen | Vorige club      | Debuut           |         |         |         |         |         |         |

## Statistieken PEC Zwolle 1979/1980

### Eindstand PEC Zwolle in de Nederlandse Eredivisie 1979 / 1980
| Stand | Gespeeld | Gewonnen | Gelijk | Verloren | Punten | Doelpunten voor | Doelpunten tegen | Gele kaarten | Rode kaarten |
| ----- | -------- | -------- | ------ | -------- | ------ | --------------- | ---------------- | ------------ | ------------ |
| 14e   | 34       | 9        | 9      | 16       | 27     | 36              | 47               | -            | -            |

### Topscorers
| #      | Naam                    | Goal |
| ------ | ----------------------- | ---- |
| 1.     | Koko Hoekstra           | 9    |
| 2.     | Peter van der Hengst    | 6    |
| 3.     | Ben Hendriks            | 5    |
| 4.     | Ron Jans                | 3    |
| 4.     | Tjeerd van 't Land      | 3    |
| 4.     | Jesper Rasmussen        | 3    |
| 7.     | Jan Hendriksen          | 2    |
| 8.     | Klaas Drost             | 1    |
| 8.     | John Frandsen           | 1    |
| 8.     | Ype Hamming             | 1    |
| 8.     | Carry Steinvoort        | 1    |
| 8.     | John van den Wildenberg | 1    |
| Totaal | Totaal                  | 36   |

| #      | Naam                 | Goal |
| ------ | -------------------- | ---- |
| 1.     | Peter van der Hengst | 3    |
| 2.     | Ron Jans             | 2    |
| 3.     | Ben Hendriks         | 1    |
| 3.     | Carry Steinvoort     | 1    |
| 3.     | Jesper Rasmussen     | 1    |
| 3.     | Tjeerd van 't Land   | 1    |
| Totaal | Totaal               | 9    |

### Punten per speelronde
| Speelronde | 1 | 2 | 3 | 4 | 5 | 6 | 7 | 8 | 9 | 10 | 11 | 12 | 13 | 14 | 15 | 16 | 17 | 18 | 19 | 20 | 21 | 22 | 23 | 24 | 25 | 26 | 27 | 28 | 29 | 30 | 31 | 32 | 33 | 34 |
| ---------- | - | - | - | - | - | - | - | - | - | -- | -- | -- | -- | -- | -- | -- | -- | -- | -- | -- | -- | -- | -- | -- | -- | -- | -- | -- | -- | -- | -- | -- | -- | -- |
| Punten     | 0 | 1 | 0 | 1 | 0 | 0 | 2 | 2 | 0 | 2  | 0  | 2  | 1  | 2  | 1  | 1  | 0  | 0  | 0  | 2  | 1  | 0  | 1  | 0  | 0  | 0  | 0  | 2  | 0  | 2  | 1  | 2  | 0  | 1  |

### Punten na speelronde
| Speelronde | 1 | 2 | 3 | 4 | 5 | 6 | 7 | 8 | 9 | 10 | 11 | 12 | 13 | 14 | 15 | 16 | 17 | 18 | 19 | 20 | 21 | 22 | 23 | 24 | 25 | 26 | 27 | 28 | 29 | 30 | 31 | 32 | 33 | 34 |
| ---------- | - | - | - | - | - | - | - | - | - | -- | -- | -- | -- | -- | -- | -- | -- | -- | -- | -- | -- | -- | -- | -- | -- | -- | -- | -- | -- | -- | -- | -- | -- | -- |
| Punten     | 0 | 1 | 1 | 2 | 2 | 2 | 4 | 6 | 6 | 8  | 8  | 10 | 11 | 13 | 14 | 15 | 15 | 15 | 15 | 17 | 18 | 18 | 19 | 19 | 19 | 19 | 19 | 21 | 21 | 23 | 24 | 26 | 26 | 27 |

### Stand na speelronde
| Speelronde | 1   | 2   | 3   | 4   | 5   | 6   | 7   | 8   | 9   | 10  | 11  | 12  | 13  | 14  | 15  | 16  | 17  | 18  | 19  | 20  | 21  | 22  | 23  | 24  | 25  | 26  | 27  | 28  | 29  | 30  | 31  | 32  | 33  | 34  |
| ---------- | --- | --- | --- | --- | --- | --- | --- | --- | --- | --- | --- | --- | --- | --- | --- | --- | --- | --- | --- | --- | --- | --- | --- | --- | --- | --- | --- | --- | --- | --- | --- | --- | --- | --- |
| Stand      | 17e | 15e | 17e | 16e | 17e | 18e | 16e | 13e | 17e | 11e | 13e | 11e | 11e | 11e | 10e | 10e | 11e | 12e | 13e | 12e | 12e | 12e | 12e | 13e | 13e | 13e | 15e | 14e | 16e | 14e | 13e | 13e | 14e | 14e |

### Doelpunten per speelronde
| Speelronde | 1 | 2 | 3 | 4 | 5 | 6 | 7 | 8 | 9 | 10 | 11 | 12 | 13 | 14 | 15 | 16 | 17 | 18 | 19 | 20 | 21 | 22 | 23 | 24 | 25 | 26 | 27 | 28 | 29 | 30 | 31 | 32 | 33 | 34 | Totaal |
| ---------- | - | - | - | - | - | - | - | - | - | -- | -- | -- | -- | -- | -- | -- | -- | -- | -- | -- | -- | -- | -- | -- | -- | -- | -- | -- | -- | -- | -- | -- | -- | -- | ------ |
| Doelpunten | 0 | 0 | 0 | 1 | 1 | 1 | 1 | 3 | 0 | 4  | 0  | 3  | 0  | 2  | 1  | 1  | 1  | 0  | 1  | 1  | 2  | 0  | 0  | 1  | 0  | 0  | 1  | 3  | 1  | 2  | 0  | 3  | 0  | 2  | 36     |